# 楡高トンネル

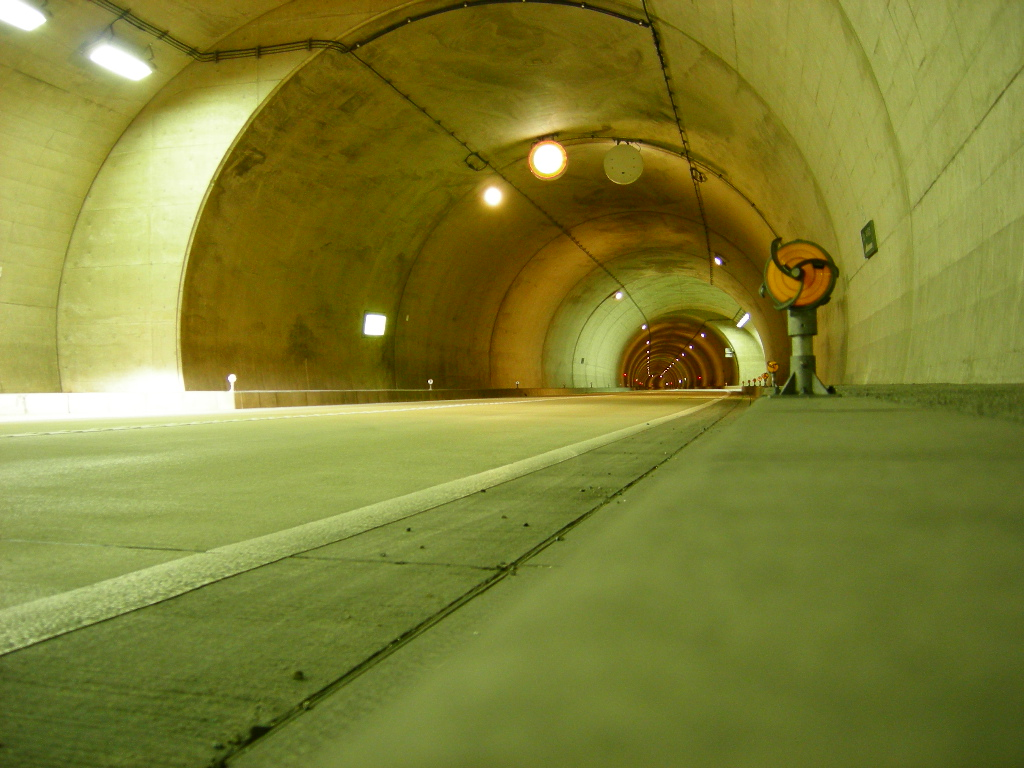
楡高トンネル

楡高トンネル（にれたかトンネル）は、群馬県桐生市黒保根町下田沢にある群馬県道62号沼田大間々線のトンネル。
旧道は楡高トンネルの開通をもって閉鎖された。

## 概要
- 全長：1281.0m
- 幅員：7.5 m
- 高さ：4.7 m
- 片側一車線

## 歴史
- 2003年3月開通

座標: 北緯36度32分26.8秒 東経139度15分02.3秒 / 北緯36.540778度 東経139.250639度